# Astragalus arbelicus
Astragalus arbelicus är en ärtväxtart som beskrevs av Joseph Friedrich Nicolaus Bornmüller. Astragalus arbelicus ingår i släktet vedlar, och familjen ärtväxter. Inga underarter finns listade i Catalogue of Life.